# Jean Coulonvaux
Jean Jules Gustave Émile Coulonvaux , né à Forest, le 19 janvier 1918 et décédé à Waulsort le 27 janvier 1995 fut un homme politique belge francophone libéral.
Il fut docteur en droit.
Il fut député belge,.